# قرار مجلس الأمن التابع للأمم المتحدة رقم 86
قرار مجلس الأمن التابع للأمم المتحدة رقم 86، الذي اعتمد في 26 سبتمبر 1950، بعد أن وجد أن جمهورية إندونيسيا دولة محبة للسلام وقد استوفت الشروط المنصوص عليها في المادة 4 من ميثاق الأمم المتحدة، أوصى المجلس بأن تعترف الجمعية العامة بعضوية جمهورية إندونيسيا في الأمم المتحدة.
وقد اعتمد القرار بعشرة أصوات؛ وامتنعت جمهورية الصين عن التصويت.